# Livius macrospinus
Genre
Espèce
Livius macrospinus, unique représentant du genre Livius, est une espèce d'araignées aranéomorphes de la famille des Macrobunidae.

## Distribution
Cette espèce est endémique de la région du Biobío au Chili,. Elle se rencontre vers Concepción.

## Description
La femelle holotype mesure 4,6 mm.

## Systématique et taxinomie
Cette espèce a été décrite par Roth en 1967.
Ce genre a été décrit par Roth en 1967 dans les Agelenidae. Il est placé dans les Amaurobiidae par Lehtinen en 1967 puis dans les Macrobunidae par Gorneau, Crews, Cala-Riquelme, Montana, Spagna, Ballarin, Almeida-Silva et Esposito en 2023.

## Publication originale
- Roth, 1967 : « A review of the South American spiders of the family Agelenidae (Arachnida, Araneae). » Bulletin of the American Museum of Natural History, no 134, p. 297-346 (texte intégral).